# Сеннар (султанат)
Сенна́р, Сеннарский султанат, Фунджистан, Голубой Султанат, султанат Фунг (из-за суданской традиции называть черных людей синими, араб. السلطنة الزرقاء‎, эс-Су́лтанат эз-Зарка́) — феодальное государство с монархическим строем на территории нынешнего Судана, северо-западной Эритреи и западной Эфиопии. Было основано в 1504 году народом фунг, вскоре после этого формально обратившимся в ислам. Пока в XVII веке в стране не утвердился более ортодоксальный ислам, государство оставалось «афро-нубийской империей с мусульманским фасадом». Сеннар достиг своего расцвета в конце XVII века, после чего пришёл в упадок и в конце концов в XVIII веке распался. В 1821 году последний султан, полностью потерявший власть, без боя сдался вторгшимся войскам Османской империи.

## История

### Основание
Христианская Нубия, представленная двумя средневековыми королевствами Мукурра и Алва, с XII века начала приходить в упадок. К 1365 году Мукурра практически полностью распалась и превратилась в мелкое королевство, ограниченное Нижней Нубией, пока, наконец, 150 лет спустя не исчезла. Судьба Алвы менее ясна. Между XIV и XV веками территория Судана была захвачена племенами арабских бедуинов. В XV веке один из этих бедуинов, которого по суданскому преданию называют Абдаллахом Джаммахом, создал племенную конфедерацию. В начале XVI века конфедерация Абдаллаха подверглась нападению народа фунги с юга.
Этническая принадлежность фунги до сих пор остается предметом споров. Первая и вторая из трёх наиболее известных теорий предполагают, что они были либо нубийцами, либо шиллуками, в то время как, согласно третьей теории, фунги были не этнической группой, а социальным классом.
Известно о том, что в XIV веке торговец-мусульманин из народа фунги по имени аль-Хадж Фарадж аль-Фуни был вовлечён в торговлю на Красном море. Согласно устным преданиям, динка, которые мигрировали вверх по течению Белого и Голубого Нила после распада Алодии в XIII веке, вступили в конфликт с фунги, в котором одержали победу. В конце XV — начале XVI века шиллуки прибыли на стык Собата и Белого Нила, где они встретили оседлых людей, которых в традициях шиллуков называют апфуни, обвонго и/или донго. Сегодня этот народ приравнивается к фунги. Считающиеся более утончёнными, чем шиллуки, они потерпели поражение в серии жестоких войн и либо ассимилировались, либо были вытеснены на север. Пропаганда против фунги более позднего периода султаната называла фунги «язычниками с Белого Нила» и «варварами», происходящими из «примитивных южных болот».
Примерно в 1500 году было зафиксировано, что нубийцы в Алве находились в состоянии полной политической раздробленности, поскольку у них долго не было царя, но 150 независимых княжеств располагались вокруг замков по обе стороны Нила. Археологические исследования свидетельствуют, что к этому времени Соба, столица Алвы или Алодии, пребывала в упадке. Абдаллах Джаммах («Абдаллах-собиратель»), одноименный предок суданского племени Абдаллаб, был арабом из племени Руфа, который, согласно суданским традициям, поселился в долине реки Нил после прихода с востока. Он укрепил свою власть и основал свою столицу в Керри, к северу от слияния двух рек в Нил. Тем не менее, он смог собрать арабские племена, чтобы выступить против так называемой алодийской «тирании», имея ввиду недопустимость проживания мусульман под христианским правлением. Арабы-мусульмане больше не признавали ни правления христианского царя, ни его налогообложения. Под руководством Абдаллаха в 1506 году Алва пала, а её столица Соба разграблена и разрушена, в результате войны была захвачена богатая добыча, в том числе царская диадема «корона, украшенная драгоценными камнями» и «знаменитое ожерелье из жемчуга и рубинов». Позже фунги победили уже самого Абдаллаха Джаммаха и основали султанат Сеннар.

### Османская угроза и восстание Аджиба

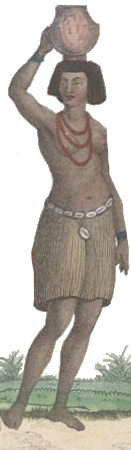
Молодая нубийка из султаната Сеннар.

В 1523 году султанат посетил еврейский путешественник Давид Реувени, который переоделся шерифом. Султан Амара Дунка, писал Реувени, постоянно путешествовал по своему королевству. Тот, кто «правил чёрными и белыми» между регионом к югу от слияния Нила и вплоть до Донголы, владел большими стадами различных видов животных и командовал многими наездниками на лошадях. Два года спустя османский адмирал Сельман Рейс упомянул Амару Дунку и его государство, назвав его слабым и легко победимым. Он также заявил, что Амара ежегодно платил Эфиопской империи дань в 9.000 верблюдов. Годом позже османы заняли Суакин, который ранее был связан с Сеннаром . Похоже, чтобы противостоять османской экспансии в регионе Красного моря, Фундж заключил союз с Эфиопией. Помимо верблюдов, фунги, как известно, экспортировали в Эфиопию лошадей, которые затем использовались в войне против мусульман Зейлы, а позже и против османов, когда они пытались расширить свои владения в Эфиопии.
До того, как османы закрепились в Эфиопии, в 1555 году Оздемир-паша был назначен бейлербеем из (ещё не завоеванного) Хабеш-Эялета. Он попытался пройти вверх по течению Нила, чтобы завоевать Фундж, но когда он приблизился к первому порогу Нила его войска подняли восстание. Однако до 1570 года османы обосновались в Каср-Ибриме в Нижней Нубии, что, скорее всего, было упреждающим шагом для защиты Верхнего Египта от агрессии фунги. Четырнадцатью годами позже они продвинулись на юг до третьего порога Нила и впоследствии попытались завоевать Донголу, но в 1585 году были разбиты Фунджем в битве при Ханнике. Впоследствии поле битвы, которое было расположено к югу от третьего порога Нила, стало границей между двумя государствами. В конце XVI века фунги двинулись в сторону области Хабеш Эйалет, завоевав северо-запад Эритреи. Не сумев добиться успеха в войнах как против султаната Фундж, так и против Эфиопии, османы отказались от своей политики экспансии. Таким образом, начиная с 1590-х годов, османская угроза исчезла, сделав союз Фунджа и Эфиопии ненужным, и отношения между двумя государствами вскоре переросли в открытую враждебность. Однако даже в 1597 году отношения всё ещё описывались как дружеские, а торговля процветала.
Во время правления султана Дакина (1568—1585) начал приобретать всё больше влияния Аджиб, вассальный правитель северной Нубии. Когда Дакин вернулся из неудавшейся кампании на эфиопско-суданской границе, Аджиб потребовал и получил большую политическую автономию. Несколько лет спустя он заставил султана Тайиба жениться на его дочери, фактически сделав Тайиба и его потомка и преемника Унсу своими вассалами. Унса был свергнут в 1603/1604 годах Абд аль-Кадиром II, что предоставило Аджибу повод вторгнуться в Фундж. Его армии оттеснили войска Фунджа на юго-восток. Таким образом, Аджиб фактически правил империей, простирающейся от Донголы до Эфиопии. Абд эль-Кадир II, свергнутый в конце концов в декабре 1606 года, бежал в Эфиопию и подчинился императору Сусныйосу, предоставив Сусныйосу возможность вмешаться в дела султаната. Однако новому султану Фунджа Адлану I удалось переломить ход войны против Аджиба. В конечном счёте Аджиб был убит в 1611 или 1612 году. Во время преследования остатков армии Аджиба на север, сам Адлан I был свергнут, и его наследником стал сын бывшего султана Абд аль-Кадира II, Бади I. Он подписал мирный договор с сыновьями Аджиба, согласившись фактически разделить территории Фундж. Преемники Аджиба, Абдаллаб, получили все территории к северу от слияния Голубого и Белого Нила, став вассальными эмирами Сеннара. Таким образом, Фундж потерял прямой контроль над большей частью своих территорий.

### Расцвет

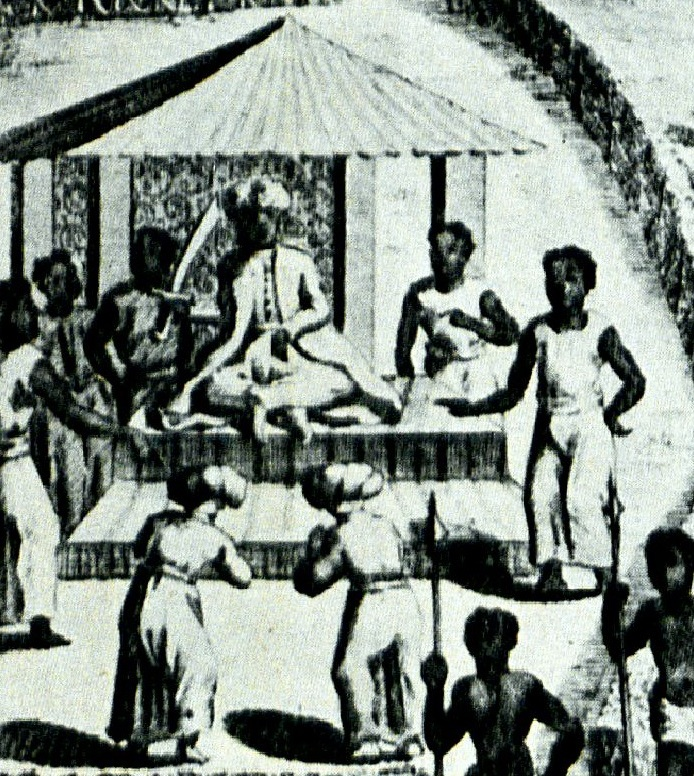
Современное, хотя и романтизированное изображение султана Бади III, принимающего Теодора Крампа. Более 100 лет спустя очевидец опишет Бади VII, последнего весельчака, как одетого в мантию, тунику и рогатую шапку из богатой индийской ткани. Он ехал на коне, сбруя которого была украшена золотом и серебром, а плюмаж был с страусиными перьями.

После подавления восстания Аджиба проблемой для султаната оставались подчинение Абд аль-Кадира II эфиопскому императору и возможность последующего вторжения Эфиопии. Адлан I был слишком слаб, чтобы что-то предпринять в этой ситуации, но Бади I смог установить контроль над ситуацией. На богатый подарок от Сусныйоса, который он, возможно, послал в надежде, что преемники Абд аль-Кадира II будут уважать подчинение последнего, был дан грубый ответ двумя хромыми лошадьми и первыми набегами на эфиопские посты. Сусныйос, отбивающий вторжение в другом месте, не отвечал на этот акт агрессии до 1617 года, когда он совершил набег на несколько провинций Фундж. Это взаимное нападение, наконец, переросло в полноценную войну в 1618 и 1619 годах, в результате которой были опустошены многие восточные провинции Фунджа. Состоялось также генеральное сражение, которое, по утверждениям эфиопских источников, окончилось их победой, хотя эфиопские войска сразу же после этого отступили, что возможно было обусловлено большими потерями. Но этого вполне хватило, чтобы султан запросил у эфиопского императора мира. После этой войны между двумя странами установился продолжительный мир.
Рабат I, султан, правивший во время войны, был первым из трёх правителей, при которых султанат вступил в период процветания, расширения и установления контактов с внешним миром, но также столкнулся с несколькими новыми проблемами.
В XVI веке племена шиллуков и Сеннар были вынуждены заключить непростой союз для борьбы с растущей мощью народа динка. После того, как альянс начал действовать, в 1650 году султан Бади II оккупировал северную половину вождества Шиллук. Под его руководством Фундж завоевал государство Такали на западе и сделал его правителя (названного «востером» или «макком») своим вассалом.

### Упадок и падение

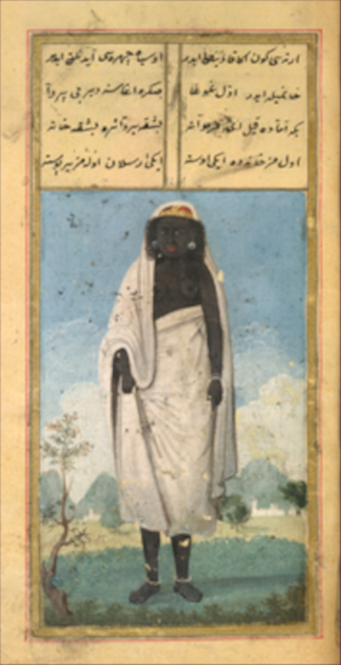
Суданская женщина на османской миниатюре конца XVIII века.

В конце XVII века Сеннар находился на пике своего развития, но в XVIII веке по мере ослабления монархии он начал приходить в упадок. Самым большим вызовом авторитету султана были улема, финансировавшиеся торговцами, которые настаивали на том, что отправление правосудия является их долгом по праву.
Примерно в 1718 году предыдущая династия Унсаб была свергнута в результате переворота Нул, который, хотя и был связан с предыдущим султаном, фактически основал новую династию.
В 1741 и 1743 годах молодой эфиопский император Иясу II совершил первые набеги на запад Сеннара, пытаясь быстро обрести военную славу. В марте 1744 г. он собрал армию численностью 30 000—100 000 человек для нового вторжения, которое первоначально было задумано как очередной набег, но вскоре переросло в захватническую войну. На берегах реки Диндер состоялось генеральное сражение, в которой победу одержал Сеннар. Путешественник Джеймс Брюс отметил, что на обратном пути в Эфиопию Иясу II собрал большую добычу, что позволило ему выдать свою кампанию как успешную. Между тем, отражение Бадием IV эфиопского вторжения сделало его национальным героем. Военные действия между двумя государствами продолжались до конца правления Иясу II в 1755 году, а напряжённость, вызванная этой войной, сохранялась до 1773 года. Однако торговля вскоре после конфликта возобновилась, хотя и в меньших масштабах.

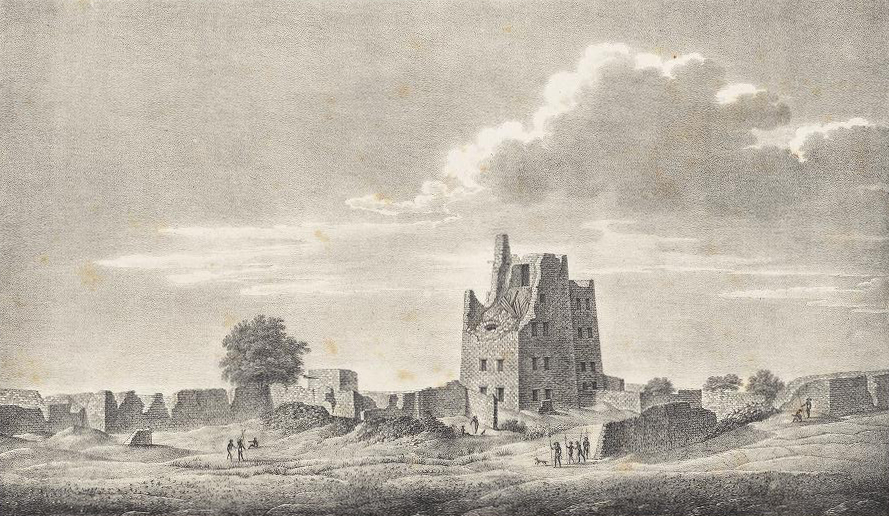
Дворец султана Сеннара во время египетского вторжения в 1821 году уже лежал в руинах.

Было высказано предположение, что именно победа Бади над эфиопами укрепила его власть; в 1743—1744 он, как известно, казнил своего визиря и взял бразды правления в свои руки. Он попытался создать новую опору власти, очистив предыдущий правящий клан, лишив аристократию их земель и вместо этого наделив новыми правами феодалов с западной и южной периферии своего султаната. Одним из этих феодалов был Мухаммад абу Ликайлик, хамадж (общий суданский термин, применяемый к дофунджскому, неарабскому или полуарабизированному населению Гезиры и эфиопско-суданских приграничных территорий) с востока от Фазугли, которому было предоставлено место для поселения непосредственно к югу от Сеннара в 1747—1748 г. Он был командиром кавалерии, которому было поручено усмирить Кордофан, который стал полем битвы между Сеннаром и мусаббатами, беженцами из султаната Дарфур. Война длилась до 1755 года, когда Абу Ликайлик, наконец, сумел захватить Кордофан и сделал его центром своих владений. Тем временем султан Бади становился всё более непопулярным из-за своего усиливающегося деспотизма. В конце концов разочарованные дворяне Сеннара, многие из которых проживали в Кордофане, убедили абу Ликайлика напасть на столицу. В 1760—1761 году он достиг Алайса на Белом Ниле, где состоялся совет, на котором Бади был официально низложен. После этого он осадил Сеннар, который пал 27 марта 1762 г. Бади бежал в Эфиопию, но был там убит в 1763 году. Так началось регентство Хамаджа, во время которого монархи Сеннара были всего лишь марионетками Хамаджа.

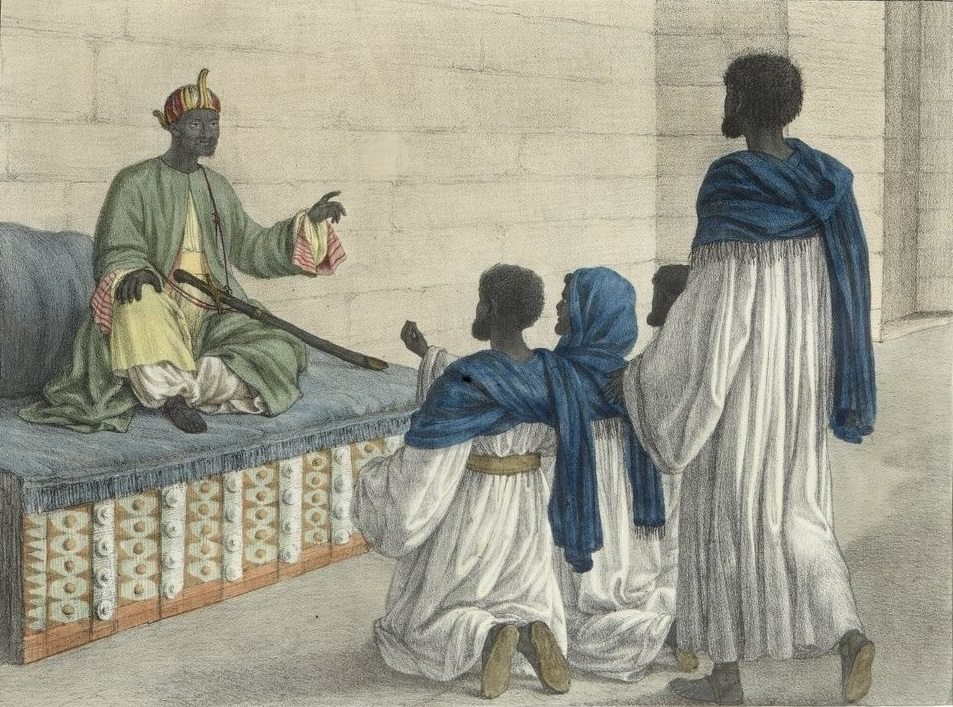
Султан Сеннара и его министры, изображенные в книге Феликса Менгина, 1823 год.

Абу Ликайлик назначил одного из членов султанской семьи своим марионеточным султаном и правил как регент. Это положило начало длительному конфликту между султанами Сеннара, пытающимися восстановить свою независимость и власть, и регентами Хамаджа, пытающимися сохранить реальную власть над страной. Эти внутренние конфликты сильно ослабили государство, и когда в конце XVIII века Мек Адлан II, сын Мека Тайфары, пришёл к власти в султанате уже чувствовалось сильное турецкое присутствие. Турецкий правитель Ат-Тахир Ага женился на Хадидже, дочери Мека Адлана II. Это открыло путь к включению Сеннара в состав Османской империи.

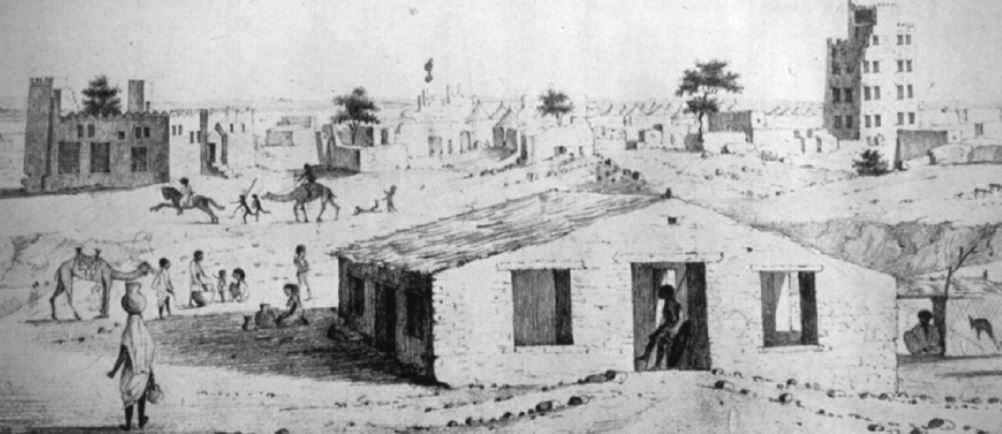
Город Сеннар в 1821 году.

В конце XVIII века султанат Сеннар распался. В 1785—1786 году Дарфурский султанат завоевал Кордофан, который он продолжал удерживать до египетского вторжения 1821 года. Во второй половине XVIII века Сеннар потерял провинцию Тигре на территории нынешней Эритреи из-за восходящего наиба («заместителя») Массауы, а после 1791 года независимость приобрела провинция Така вокруг суданской реки Мэрэб. После 1802 года власть султаната распространялось только на Гезиру. В первые годы XIX века государство было охвачено жестокими гражданскими войнами. Регент Мухаммад Адлан, пришедший к власти в 1808 году и чей отец был убит военачальником того периода, смог положить конец этим войнам и стабилизировать положение в султанате ещё на 13 лет.
В 1820 году Исмаил бин Мухаммед Али, генерал и сын номинального османского вассала Мухаммеда Али-паши, начал завоевание Судана. Понимая, что турки собираются завоевать его владения, Мухаммад Адлан приготовился к сопротивлению и приказал собрать армию у слияния Нила, но в начале 1821 года он был убит недалеко от столицы в результате заговора. Один из убийц по имени Дафаллах, вернулся в столицу, чтобы подготовить церемонию подчинения султана Бади VII туркам. Турки достигли впадения Нила в мае 1821 года. Затем они пошли вверх по течению Голубого Нила, пока не достигли Сеннара. Они были разочарованы, узнав, что Сеннар, когда-то пользовавшийся репутацией богатого и великолепного города, превратился в груду развалин. 14 июня Бади VII официально сложил полномочия в пользу османского наместника.

## Население
Государствообразующим народом Сеннара были арабы, хотя подавляющее большинство населения состояло из оседлых нубийцев; жили также беджа и другие африканские народы.
В христианский период местное население от Асуана на севере до слияния Голубого и Белого Нила к югу разговаривало на нубийском языке. Он сохранял своё значение и в период султаната, но постепенно был вытеснен арабским языком. Этот процесс был в значительной степени завершён в центральном Судане в середине XIX века, хотя даже тогда имелись ограниченные сообщения о том, что на нубийском языке всё ещё говорили далеко на юге, вплоть до 5-го порога, если не дальше.
Ввиду того, что ислам был государственной религией в султанате, арабский язык стал основным языком управления и торговли, а также использовался в качестве языка религии. Хотя султанский двор ещё некоторое время продолжал говорить на нубийском языке, арабский стал языком общения при дворе только к 1700 году. В XVIII веке арабский стал письменным языком государственного управления. Даже в 1821 году, когда султанат был захвачен египтянами, некоторые провинциальные дворяне всё ещё не могли говорить по-арабски. Эвлия Челеби (XVII век) и Йозеф фон Руссеггер (середина XIX века) описали, что в центральной части Сеннара люди разговаривали на нубийском языке. Челеби привёл список цифр, а также стихотворение, написанное арабской вязью; цифры явно принадлежали языку канури, в то время как язык, на котором написано стихотворение, остаётся неизвестным. Руссеггер заявил, что местные разговаривали на «языке фунджи», нубийского и вобравшем в себя много арабских слов, на нём говорили далеко на севере от Хартума, хотя он уже играл второстепенную роль по сравнению с арабским. В Кордофане нубийский всё ещё использовался в качестве основного или, по крайней мере, второстепенного языка вплоть до 1820-х и 1830-х годов.

## Управление

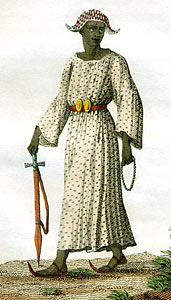
Манджил из провинции Фазугли.

Султаны Сеннара были могущественны, но имели некоторые ограничения, поскольку совет из 20 старейшин также имел право голоса в принятии государственных решений. Ниже султана стояли главный министр, амин и джунди, которые контролировали рынок и выполняли функции командующего городской стражи и разведывательной службой. Другим высокопоставленным придворным был сид аль-кум, султанский телохранитель и личный палач. Только ему было позволено пролить царскую кровь, поскольку ему было поручено убивать всех братьев новоизбранного султана, чтобы предотвратить гражданские войны.
Государство было разделено на несколько провинций, управляемых манджилами. Каждая из этих провинций была разделена на районы, управляемые маккоми, каждая из которых подчинялась своему манджилу. Самым важным манджилом был один из представителей племени Абдаллабов, за ним всегда следовали вожди с Белого Нила, региона Голубого Нила и, наконец, все остальные. Султан Сеннара пользовался своим влиянием среди манджилов, заставляя их жениться на женщине из правящего клана, которая действовала как султанская шпионка. Член султанского клана также всегда сидел рядом с ними, наблюдая за их поведением. Кроме того, манджилы должны были каждый год посещать столицу, чтобы отдать дань уважения и отчитаться за проделанную работу.
Именно при султане Бади II, когда Сеннар стала столицей государства и появились письменные документы, касающиеся административных вопросов, самый старый из которых датируется 1654 годом. Наряду с феодальными отношениями сохранялся рабовладельческий уклад, а на окраинах султаната — родоплеменные отношения.

## Религия

### Ислам

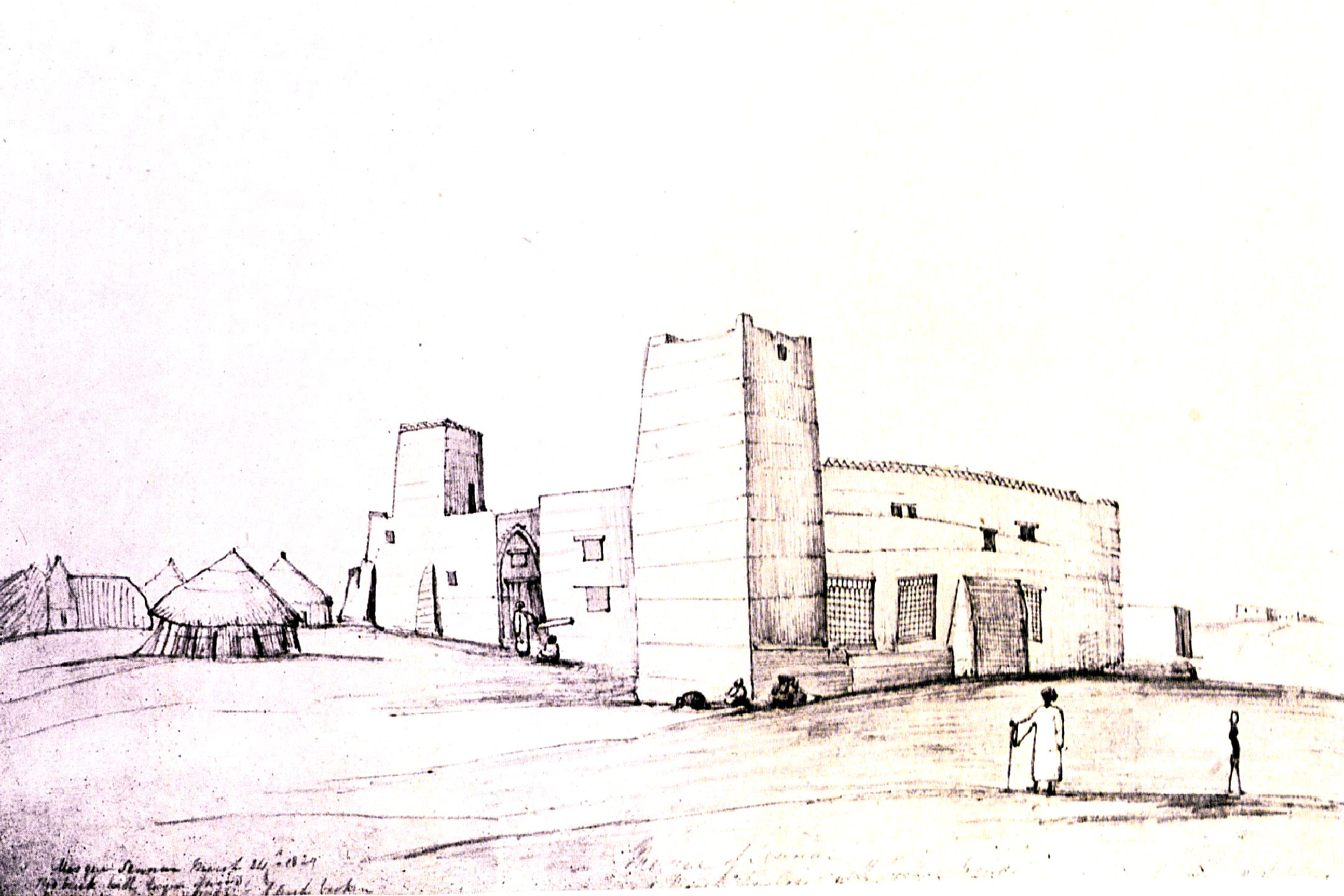
Мечеть города Сеннар в 1829 году.

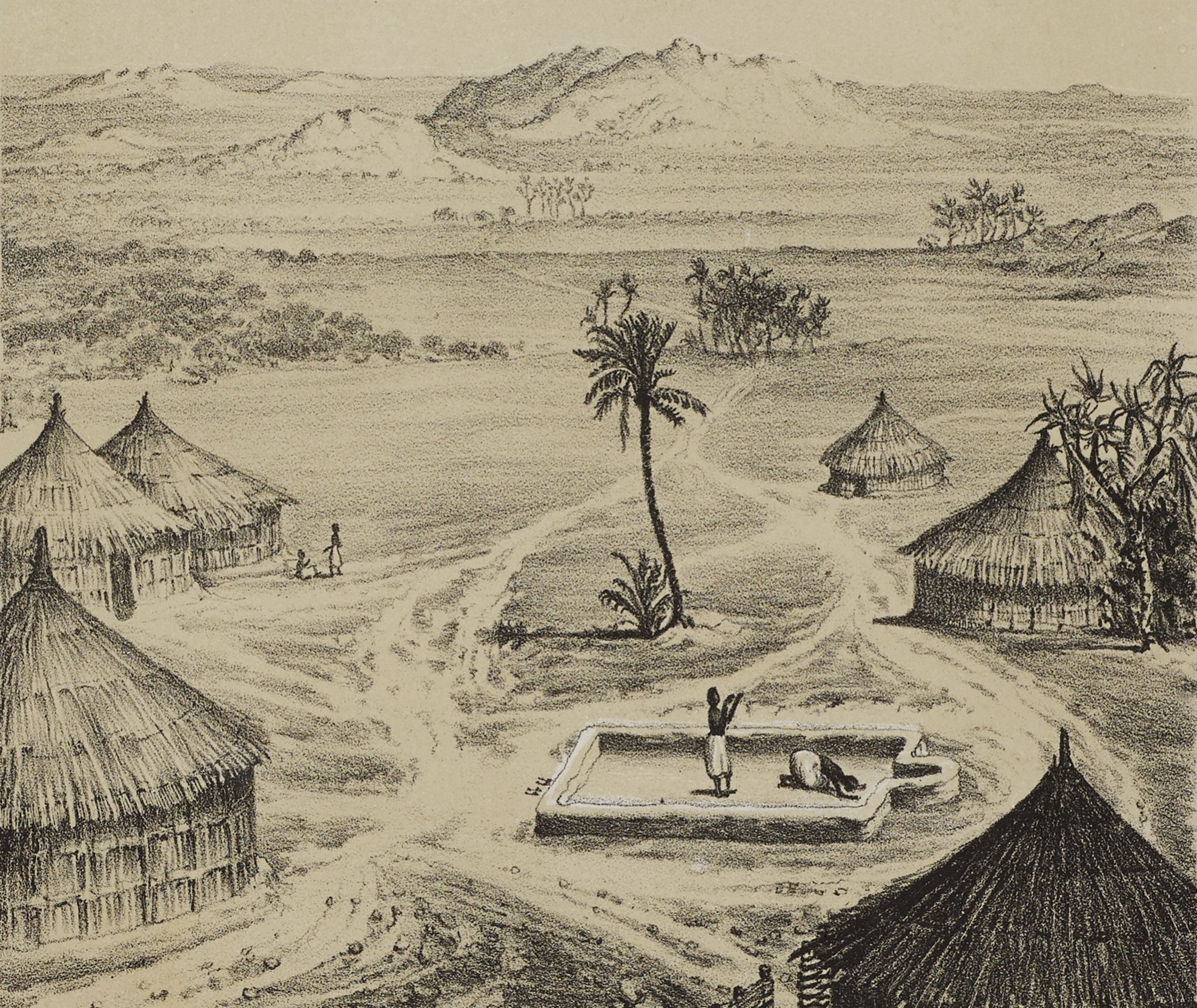
Подобие мечети в простой деревне в Верхней Нубии, середина XIX века.

Государственной религией был ислам суннитского толка.
Ко времени визита Дэвида Рубени в 1523 году фунджи, первоначально язычники или формальные христиане, приняли ислам. Вероятно, они приняли его, чтобы лучше контролировать своих подданных и облегчить торговлю с мусульманскими странами, такими как Египет. Однако принятие ислама было лишь номинальным, и на самом деле фунджи фактически даже задержали исламизацию Нубии, поскольку вместо этого они временно укрепили африканские сакральные традиции. Установленная ими монархия была обожествлённой, как и во многих других африканских государствах: у султана Сеннара были сотни жён, и большую часть своего правления он проводил во дворце, изолированный от своих подданных и поддерживающий контакты лишь с горсткой чиновников. Ему не разрешалось появляться за едой. В тех редких случаях, когда он появлялся на публике, он делал это только в вуали и в сопровождении большой пышности. Султана регулярно судили, и в случае его вины он мог быть казнён. Считалось, что все фунджи, но особенно султан, способны распознавать колдовство. Считалось, что исламские талисманы, написанные на языке фундж, обладают особой силой из-за близости к султану. Среди населения даже основы исламской веры не были широко известны. Свинина и пиво употреблялись в качестве основных продуктов питания на большей части территории государства, смерть одного из важных персон оплакивалась «общими танцами, самобичеванием и катанием по пеплу праздничного костра». По крайней мере, в некоторых регионах пожилые люди, иногда калеки и другие считавшиеся обузой для своих родственников и друзей, попросят похоронить их заживо или распорядиться иным образом. Даже в конце XVII-го века было зафиксировано, что султанат фунджей всё ещё не следовал «законам турок», то есть исламу. Таким образом, до XVIII века ислам был не более чем формальностью.
Несмотря на это, фунджи с самого начала выступали в качестве покровителей и продвиженцев ислама, поощряя поселение мусульманских улемов в своих владениях. В более поздний период гражданские войны вынудили крестьян искать защиты у мулл.

### Христианство

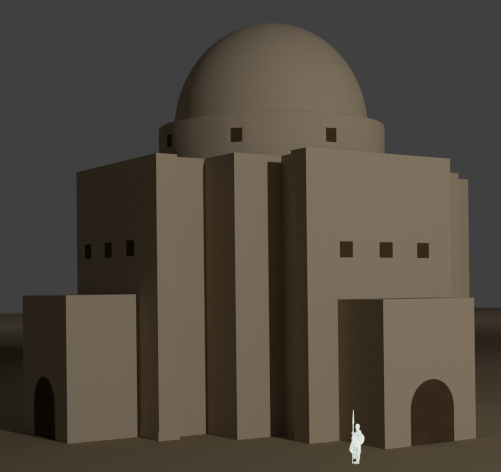
Реконструкция «крестообразной церкви IX-го века в Донголе. Это была самая большая церковь в государстве, размером ок. 28 х 37,3 х 34,8 м. Она послужила источником вдохновения не только для многих нубийских, но даже для эфиопских церквей, таких как знаменитые высеченные в скалах церкви Лалибелы.

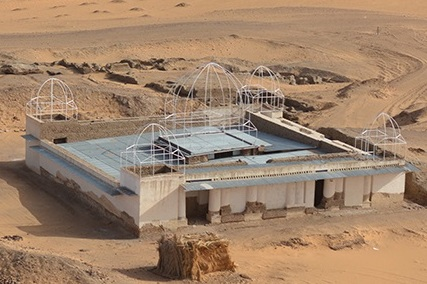
Церковь XI-го века в Банганарти, бывшая одним из важнейших центров паломничества в христианской Нубии, оставалась в рабочем состоянии до конца XVI-го века, пока не была разрушена арабами.

Распад христианских нубийских государств шёл рука об руку с распадом христианских институтов. Однако само христианство продолжало существовать, хотя и постепенно заменялось исламом. К шестнадцатому веку большая часть населения Нубии всё ещё оставалось христианским. Сообщается, что Донгола, бывшая столица и христианский центр царства Макурия, была в значительной степени исламизирована на рубеже XVI века, хотя письмо францисканского монаха от 1742 года подтверждает существование христианской общины непосредственно к югу от Донголы, исповедовавшей «исковерканное христианство». Согласно рассказу Понсе за 1699 год, мусульмане реагировали на встречи с христианами на улицах Сеннара чтением шахады. Княжество Фазугли, по-видимому, было христианским по крайней мере в течение одного поколения после его завоевания в 1685 году; само христианство в бывшем княжестве упоминалось ещё в 1773 году. Народ тигре на северо-западе Эритреи, входивший в конфедерацию Бени-Амер, оставался христианским до середины XIX века. Что не помешало ритуалам, основанным на христианских традициях, пережить принудительное обращение в ислам, и они всё ещё практиковались вплоть до XX-го века.
С XVII века в Сеннаре проживали христианские общины иностранного происхождения, в основном торговцы, в том числе египтяне христиане, эфиопы, греки, армяне и португальцы. Султанат также служил промежуточной станцией для эфиопских христиан, путешествующих в Египет и Святую землю, а также европейских миссионеров, путешествующих в Эфиопию.

## Армия

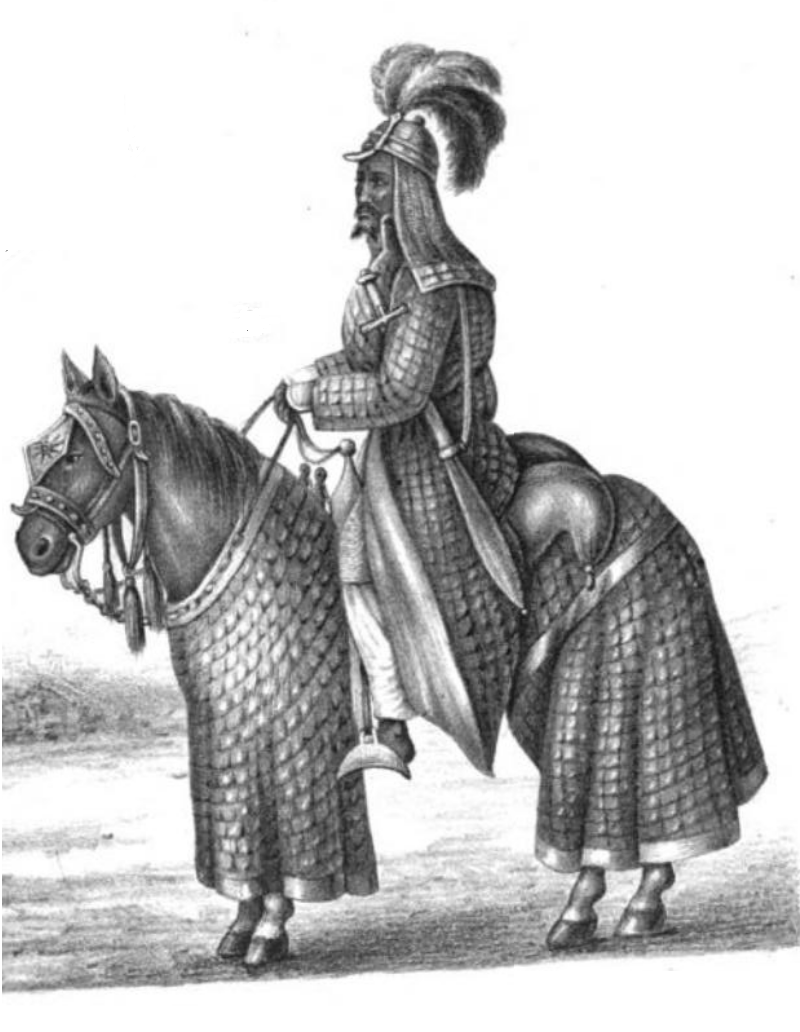
Всадник клана Шукури в доспехах, 1879 год.

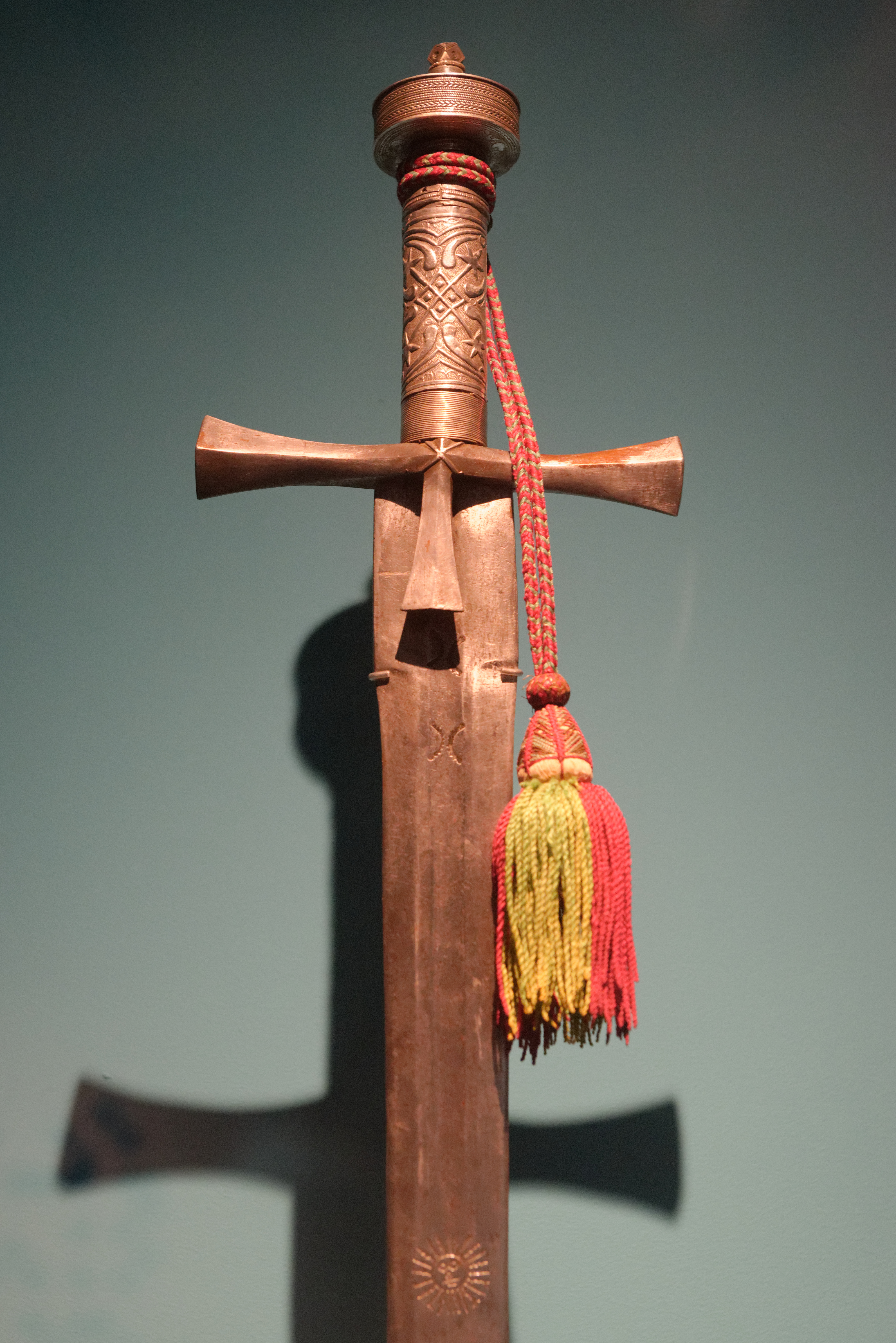
Меч Насира ибн Бади IV. Национальная корпорация древностей и музеев Судана.

Армия Сеннара была феодальной. Каждый знатный род мог выставить воинское подразделение, сила которого измерялась количеством всадников. Подданные, хотя и были в основном вооружены, призывались на войну лишь в случае крайней необходимости. Большинство воинов фунджа были рабами, традиционно захваченными в ежегодных набегах на рабов, называемых салатия, которые проводились против немусульман в Нубийских горах, уничижительно называемых фартит. Армия состояла из пехоты, представленной чиновником называемым мукаддам аль-кававид, и кавалерии, представленной мукаддамом аль-хайлем. Султан редко лично вёл армии в бой и вместо этого на время кампании назначал командующего именовавшегося амин джейш аль-султан. У кочевников, сражавшихся на стороне фунджей, был свой назначенный вождь известный как акид или каид.
Вооружение воинов фунджа состояло из колющих копий, метательных ножей, дротиков, кожаных щитов и, самое главное, длинных палашей, которыми можно было владеть двумя руками. Доспехи для тела состояли из кожи или стёганых одеял и, кроме того, из кольчуги, а руки были защищены кожаными перчатками. На головы надевались железные или медные шлемы. Лошади также были в доспехах: на них были толстые стёганые одеяла, медные головные уборы и нагрудные пластины. Хотя доспехи также производились на месте, иногда они также импортировались. В конце XVII века султан Бади III попытался модернизировать армию, импортируя огнестрельное оружие и даже пушки, но после его смерти от них быстро отказались не только потому, что импорт был дорогим и ненадёжным, но и потому, что традиционно вооружённые элиты опасались за свою власть. В начале 1770-х годов Джеймс Брюс заметил, что у султана «не было ни одного мушкёта во всей его армии». 40 лет спустя Иоганн Людвиг Буркхардт отметил, что Мек Нимр, ныне независимый правитель клана Шенди, содержал небольшой отряд рабов, вооружённых мушкетами, купленными или украденными у египетских торговцев. Хотя они были в плохом состоянии, одного их вида было достаточно, чтобы вызвать ужас у врагов Нимра. В 1820 году у тамошних воинов было всего несколько пистолетов и ружей, а подавляющее большинство всё ещё использовало традиционное оружие.
Фунджи также использовали наёмников из племён шиллук и динка.

## Торговля
Во время правления султана Бади III в конце XVII-го и начале XVIII-го века процветающая и космополитичная столица государства город Сеннар был назван «едва ли не величайшим торговым городом» во всей Африке. Богатство и власть султанов долгое время основывались на контроле над экономикой. Все караваны находились под контролем монарха, как и запасы золота, которое служило основной валютой государства. Значительные доходы поступали от таможенных сборов, взимаемых с караванов, следующих в Египет и порты Красного моря, а также с паломнических перевозок из Западной Африки. В конце XVII-го века фунджи начали торговать с Османской империей. В конце XVII-го века с введением чеканки монет установилась нерегулируемая рыночная система, и султаны уступили контроль над рынком новому среднему классу торговцев. Иностранные валюты стали широко использоваться торговцами, что подорвало власть монарха, позволившего ему жестко контролировать экономику. Процветающая торговля создала богатый класс образованных и грамотных торговцев, которые много читали об исламе и были сильно обеспокоены отсутствием строго соблюдения исламских норм в султанате. Султанат также приложил все усилия, чтобы монополизировать работорговлю в Египет, в частности, посредством ежегодного каравана из тысячи рабов. Эта монополия была наиболее успешной в семнадцатом веке, хотя в какой-то степени она всё ещё действовала в восемнадцатом.

## Список правителей
| Период правления | Правитель                             |
| ---------------- | ------------------------------------- |
| 1504—1534        | Амара Дункас ибн Адлан                |
| 1534 — 1551      | Наиль                                 |
| 1551 — 1558      | Абд аль-Кадир I                       |
| 1558 — 1569      | Амара                                 |
| 1569 — 1586      | Дакин                                 |
| 1586 — 1588      | Даура                                 |
| 1588 — 1592      | Тайиб (Табль)                         |
| 1592 — 1604      | Унса I                                |
| 1604 — 1606      | Абд аль-Кадир II                      |
| 1606 — 1611      | Адлан I                               |
| 1611 — 1616      | Бади I (Сид аль-Ком)                  |
| 1616 — 1645      | Рубат I                               |
| 1645 — 1680      | Бади II (Абу Дигн)                    |
| 1680 — 1692      | Унса II ибн Насир                     |
| 1692 — 1716      | Бади III                              |
| 1716 — 1720      | Унса III                              |
| 1720 — 1724      | Нул                                   |
| 1724 — 1762      | Бади IV (Абу Шеллук)                  |
| 1762 — 1769      | Насир                                 |
| 1762 — 1768      | Хамаг Мухаммед Абу-ль-Кайлак (регент) |
| 1769—1776        | Исмаил                                |
| 1776 — 1788      | Адлан II                              |
| 1780—1786        | Раджаб уалад Мухаммед (регент)        |
| 1788             | Рубат II                              |
| 1788 — 1789      | Аукаль                                |
| 1788 — 1789      | Насир уалад Мухаммед (регент)         |
| 1789 — 1790      | Тайиб II                              |
| 1790             | Бади V ибн Дакин                      |
| 1790 — 1791      | Наввар                                |
| 1791 — 1798      | Бади VI                               |
| 1798 — 1805      | Ранфи                                 |
| 1798 — 1805      | 3 регента                             |
| 1805 — 1821      | Бади VI                               |

### Книги
- Adams, William Y. Nubia. Corridor to Africa. — Princeton University Press, 1977. — ISBN 978-0-691-09370-3.
- Aregay Merid Wolde, Selassie Sergew Hable. Sudanese-Ethiopian Relations Before the 19th Century // Sudan in Africa (англ.) / под ред. Yusuf Fadl Hasan. — Khartoum: Khartoum University, 1971. — P. 62–72.
- Beswick Stephanie. Sudan's Blood Memory (англ.) / под ред. Yusuf Fadl Hasan. — University of Rochester, 2004. — ISBN 978-1580462310.
- Beswick Stephanie. The Role of Slavery in the Rise and Fall of the Shilluk Kingdom // The Road to the Two Sudans (англ.) / под ред. Souad T. Ali. — Cambridge Scholars, 2014. — P. 108–142. — ISBN 9781443856324.
- Burckhardt, John Lewis. Travels in Nubia. — John Murray, 1819.
- James Bruce. Travels to Discover the Source of the Nile (англ.). — J. Ruthven, 1790. — Vol. IV.
- Connel Dan, Killion Tom. Historical Dictionary of Eritrea (англ.). — 2011. — ISBN 9780810875050.
- Crawford O. G. S. The Fung Kingdom of Sennar (англ.). — John Bellows LTD, 1951.
- Edwards David. The Nubian Past: An Archaeology of the Sudan (англ.). — Routledge, 2004. — ISBN 978-0-415-36987-9.
- Godlewski, Włodzimierz. Dongola-ancient Tungul. Archaeological guide (итал.). — Polish Centre of Mediterranean Archaeology, University of Warsaw, 2013b. — ISBN 978-83-903796-6-1.
- Tsega Endalew Etefa. Inter-ethnic Relations on a Frontier: Mätakkäl (Ethiopia), 1898-1991 (англ.). — Harassowitz, 2006. — ISBN 978-3-447-05442-3.
- Hammarström Harald. A survey of African languages // The Languages and Linguistics of Africa (англ.). — De Gruyter Mouton, 2018. — P. 1 – 57. — ISBN 9783110421668.
- Hasan Yusuf Fadl. The Arabs and the Sudan. From the seventh to the early sixteenth century (англ.). — Edinburgh University, 1967.
- Holt Peter Malcolm. Chapter 1: Egypt, the Funj and Darfur // The Cambridge History of Africa (англ.) / под ред. John Donnelly Fage, Roland Oliver. — Cambridge University Press, 1975. — Vol. Volume 4: from c. 1600 to c. 1790. — P. 14–57. — ISBN 978-0-521-20413-2.
- Insoll Timothy. The Archaeology of Islam in Sub-Saharan Africa (англ.). — Cambridge University, 2003. — ISBN 978-0521651714.
- Wendy James. Sudan: Majorities, Minorities, and Language Interactions // Language and National Identity in Africa (англ.) / под ред. Andrew Simpson. — Oxford University, 2008. — Vol. Volume 4: from c. 1600 to c. 1790. — P. 61–78. — ISBN 978-0199286744.
- Manfred Kropp. Äthiopisch–sudanesische Kriege im 18. Jhdt. // Der Sudan in Vergangenheit und Gegenwart (нем.). — Peter Lang, 1996. — P. 111–131. — ISBN 3631480911.
- Roman Loimeier. Muslim Societies in Africa: A Historical Anthropology (англ.). — Indiana University, 2013.
- McGregor Andrew James. A Military History of Modern Egypt: From the Ottoman Conquest to the Ramadan War (англ.). — Praeger, 2006. — ISBN 0275986012.
- McHugh Neil. Holymen of the Blue Nile: The Making of an Arab-Islamic Community in the Nilotic Sudan (англ.). — Northwestern University, 1994. — ISBN 0810110695.
- Miran Jonathan. Constructing and deconstructing the Tigre frontier space in the long nineteenth century // History and Language of the Tigre-Speaking Peoples. Proceedings of the International Workshop, Naples, February 7-8, 2008 (англ.) / под ред. Gianfrancesco Lusini. — Università di Napoli, 2010. — P. 33–50. — ISBN 9788895044682.
- Natsoulas Theodore. Charles Poncet's Travels to Ethiopia, 1698 to 1703 // Distant Lands and Diverse Cultures: The French Experience in Asia, 1600–1700 (англ.) / под ред. Glenn Joseph Ames, Ronald S. Love. — Praeger, 2003. — P. 71–96. — ISBN 0313308640.
- Fritsch, Emmanuel. The Origins and Meanings of the Ethiopian Circular Church // Tomb and Temple. Re-Imagining the Sacred Buildings of Jerusalem (англ.) / Robin Griffith-Jones, Eric Fernie. — Boydell, 2018. — P. 267—296. — ISBN 9781783272808.
- R.S. O'Fahey, J.L. Spaulding. Kingdoms of the Sudan. Studies of African History Vol. 9 (англ.). — London: Methuen, 1974. — ISBN 0-416-77450-4.
- Bethwell Allan Ogot. ter 7: The Sudan, 1500–1800 // General History of Africa (англ.). — Berkeley, CA: University of California Press, 1999. — Vol. Volume V: Africa from the Sixteenth to the Eighteenth Century. — P. 89–103. — ISBN 978-0-520-06700-4.
- Oliver Roland, Atmore Anthony. Medieval Africa, 1250-1800 (англ.). — Cambridge University, 2001. — ISBN 978-0-521-79024-6.
- Pankhurst Richard. The Ethiopian Borderlands: Essays in Regional History from Ancient Times to the End of the 18th Century (англ.). — Red Sea, 1997. — ISBN 0932415199.
- Russegger Joseph. Reise in Egypten, Nubien und Ost-Sudan (англ.). — Schweizerbart'sche Verlagshandlung, 1844. — Vol. 2, Part 2.
- Wolbert Smidt. Sinnar // Encyclopedia Aethiopica (англ.). — Harrassowitz, 2010. — Vol. 4. — P. 665–667. — ISBN 9783447062466.
- Spaulding Jay. The Heroic Age in Sennar (англ.). — Red Sea, 1985. — ISBN 978-1569022603.
- Spaulding Jay. Early Kordofan // Kordofan Invaded: Peripheral Incorporation in Islamic Africa (англ.) / под ред. Endre Stiansen and Michael Kevane. — Brill, 1998. — P. 46–59. — ISBN 978-9004110496.
- Spaulding Jay, Muhammad Ibrahim Abu Salim. Early Kordofan // Public Documents from Sinnar (англ.). — Michigan State University, 1989. — ISBN 978-0870132806.
- Waddington, George; Hanbury, Barnard. Journal of a Visit to some Parts of Ethiopia (англ.) / William Clowes. — 1822.
- Werner Roland. Das Christentum in Nubien. Geschichte und Gestalt einer afrikanischen Kirche ["Christianity in Nubia. History and shape of an African church"] (нем.). — Lit, 2013. — ISBN 978-3-643-12196-7.
- Welsby, Derek. The Medieval Kingdoms of Nubia. Pagans, Christians and Muslims Along the Middle Nile. — British Museum, 2002. — ISBN 978-0-7141-1947-2.
- Zurawski Bogdan. Banganarti on the Nile. An archaeological guide (англ.). — Lit, 2012.
- Zurawski Bogdan. Kings and Pilgrims. St. Raphael Church II at Banganarti, mid-eleventh to mid-eighteenth century (англ.). — IKSiO, 2014. — ISBN 978-83-7543-371-5.

### Журналы
- Gerhards, Gabriel (2023). Präarabische Sprachen der Ja'aliyin und Ababde in der europäischen Literatur des 19. Jahrhunderts. Der Antike Sudan (нем.). 34. Sudanarchäologische Gesellschaft zu Berlin e.V: 135–152.
- Chataway, J. D. P. (1930). Notes on the history of the Fung (PDF). Sudan Notes and Records. 13: 247–258.
- Crowfoot, J. W. (1918). The sign of the cross (PDF). Sudan Notes and Records. 1: 55–56, 216.
- Grajetzki, Wolfram (2009). Das Ende der christlich-nubischen Reiche (PDF). Internet-Beiträge zur Ägyptologie und Sudanarchäologie. X.
- Ménage, V. L. (1988). The Ottomans and Nubia in the Sixteenth Century. Annales Islamoloiques. 24. Institut français d'archéologie orientale du Caire: 137–153.
- Nassr, Ahmed Hamid (2016). Sennar Capital of Islamic Culture 2017 Project. Preliminary results of archaeological surveys in Sennar East and Sabaloka East (Archaeology Department of Al-Neelain University concessions). Sudan & Nubia. 20. The Sudan Archaeological Research Society: 146–152.
- Peacock, A.C.S. (2012). The Ottomans and the Funj sultanate in the sixteenth and seventeenth centuries. Bulletin of the School of Oriental and African Studies. 75 (1). University of London: 87–111. doi:10.1017/S0041977X11000838.
- Spaulding, Jay (1972). The Funj: A Reconsideration. The Journal of African History. 13 (1): 39–53. doi:10.1017/S0021853700000256. ISSN 0021-8537.
- Spaulding, Jay (1974). The Fate of Alodia (PDF). Meroitic Newsletter. 15: 12–30. ISSN 1266-1635.
- Spaulding, Jay (2006). Pastoralism, Slavery, Commerce, Culture and the Fate of the Nubians of Northern and Central Kordofan Under Dar Fur Rule, ca. 1750-ca. 1850. The International Journal of African Historical Studies. 39 (3). Boston University African Studies Center. ISSN 0361-7882.